# Landwehr
Landwehr är en ortsteil i kommunen Freden i Landkreis Hildesheim i förbundslandet Niedersachsen i Tyskland. Landwehr var en kommun fram till 1 november 2016 när den uppgick i Freden. Kommunen Landwehr hade 542 invånare 2016.